# هدية عباس
هدية خلف عباس (1958 في دير الزور- 14 نوفمبر 2021) سياسية وأستاذة جامعية سورية، وهي أول امرأة تشغل منصب رئيس مجلس الشعب منذ تأسيس أول برلمان في سوريا العام 1919. حيث فازت بهذا المنصب بالتزكية في الدورة العادية الأولى للدور التشريعي الثاني بعد الانتخابات التي جرت في 13 نيسان / أبريل 2016.
حملت هدية عباس دكتوراه في الهندسة الزراعية من جامعة حلب كما شغلت منصب عضو قيادة فرع حزب البعث العربي الاشتراكي في محافظة دير الزور خلال الفترة بين 1988 و 1998.
عُزلت بالأغلبية المطلقة لأعضاء مجلس الشعب بتاريخ 20 تموز / يوليو 2017 وذلك في جلسة خاصة برئاسة نائبها نجدة إسماعيل أنزور الذي تولّى مهامها بشكل مؤقت لحين انتخاب رئيس جديد للمجلس. وجاء في بيان صادر عن مجلس الشعب أن سبب عزلها هو قيامها بالعديد من «التصرفات غير الديمقراطية».